# Helmut Georg Koenigsberger
Helmut Georg Koenigsberger, auch Königsberger (* 24. Oktober 1918 in Berlin; † 8. März 2014 in London), war ein britischer Historiker deutscher Herkunft, der sich der Geschichte der Frühen Neuzeit (16. und 17. Jahrhundert) widmete, besonders in den Niederlanden.

## Leben
Helmut Georg Koenigsberger, der Sohn des Architekten Georg Felix Königsberger (1873–1932) und von Käthe Born (1884–1953, Schwester von Max Born), floh 1934 aufgrund der rassistischen Verfolgung von Juden durch die Nationalsozialisten nach England. Er studierte an der Universität Cambridge (Gonville and Caius College), an der er 1940 seinen Bachelor-Abschluss, 1944 seinen Master-Abschluss erhielt und 1948 promoviert wurde. 1941 bis 1944 war er Lehrer in Essex und Bedford. Von 1948 bis 1951 war er Lecturer an der Queen’s University Belfast. Er lehrte an der University of Manchester, an der University of Nottingham (Professor für Modern History 1960–1966), an der Cornell University (Professor of European History 1966–1973) und als Fellow und Professor am King’s College der University of London. 1984/1985 war Koenigsberger Stipendiat am Historischen Kolleg in München.
Koenigsberger erforschte insbesondere „die verschiedenen Spielarten des alteuropäischen, vornehmlich städtischen und kleinstaatlichen Republikanismus“. Seit 1955 war er Generalsekretär der International Commission for the History of Representative and Parliamentary Institutions, von 1980 bis 1985 amtierte er als deren Präsident. Er schrieb Beiträge für die The New Cambridge Modern History. Ende der 1960er Jahre gründete er mit John Elliott die Reihe Cambridge Studies in Early Modern History und war deren Herausgeber.
Koenigsberger wurde durch die Aufnahme in die British Academy und in die Royal Historical Society ausgezeichnet.
Koenigsberger war seit 1938 mit der Historikerin Dorothy M. Romano verheiratet und hat Zwillingstöchter. Seine Hobbys waren das Segeln und die Kammermusik.

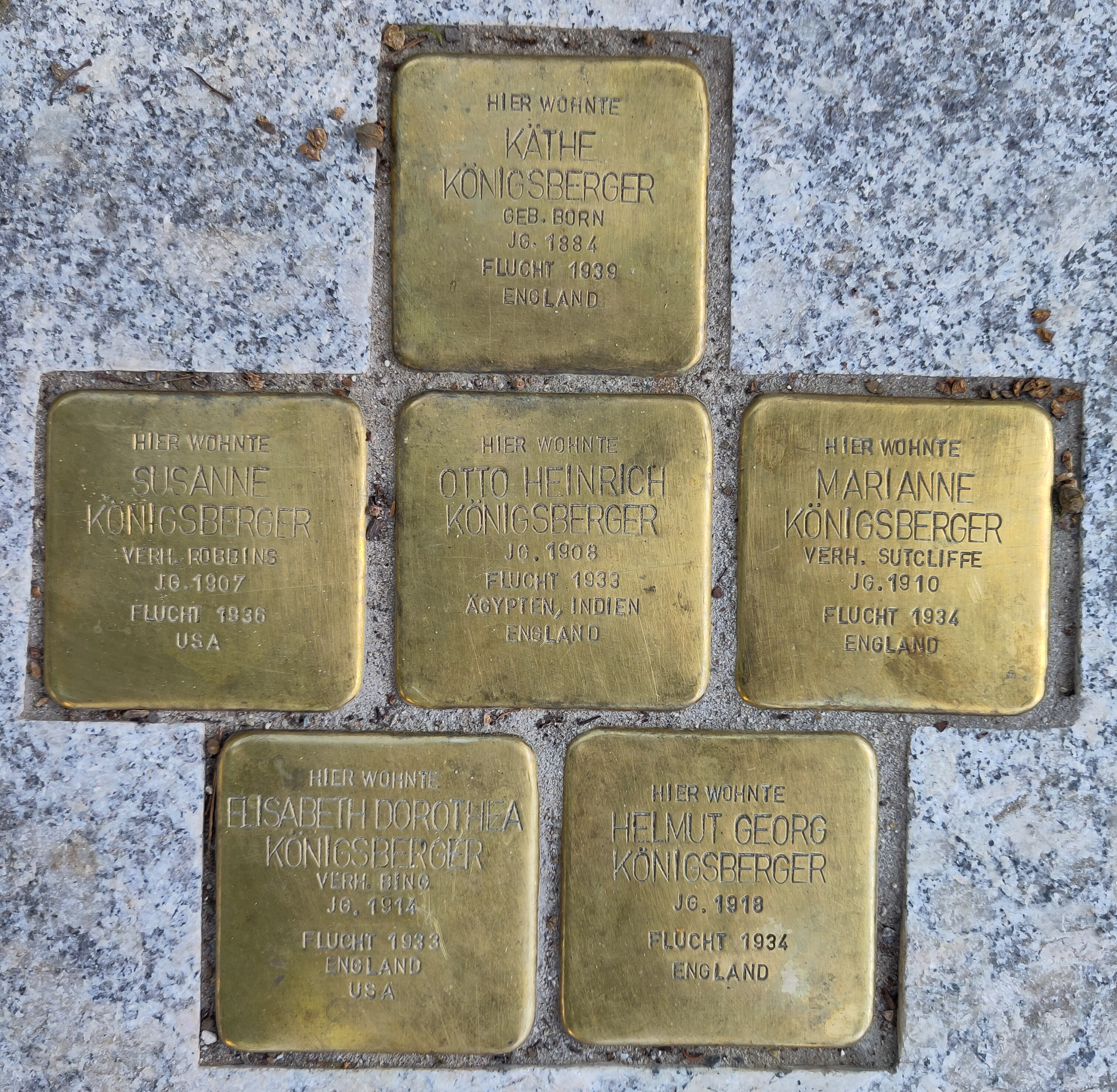
Stolpersteine für die Familie Königsberger

## Gedenken
Am 23. Juni 2024 wurden am früheren Wohnort der Familie Königsberger in Berlin-Grünau, Regattastraße 155 (ehemals Friedrichstraße 40) im Rahmen der 275-Jahr-Feier Grünaus 6 Stolpersteine verlegt und eine Gedenkstele eingeweiht.

## Schriften

### Monographien
- (mit George L. Mosse): Europe in the sixteenth century. Holt, Rinehart and Winston, New York 1968.
- The Practice of Empire. The Government of Sicily under Philip II of Spain. Cornell University Press 1969.
- The Habsburgs and Europe, 1516–1660. Cornell University Press 1971.
- Estates and revolutions. Essays in early modern European history. Cornell University Press 1971.
- Politicians and virtuosi. Essays in early modern history. Hambledon Press, London 1986. ISBN 0-907628-65-6.
- in der Reihe History of Europe, herausgegeben zusammen mit Asa Briggs:
  - Medieval Europe: 400–1500. Longman, Harlow 1987. ISBN 0-582-49403-6.
  - Early Modern Europe: 1500–1789. Longman, Harlow 1987. ISBN 0-582-49402-8.
- Monarchies, States Generals and Parliaments. The Netherlands in the Fifteenth and Sixteenth Centuries. Cambridge University Press 2001. ISBN 0-521-80330-6.

### Veröffentlichungen als Herausgeber
- Luther. A profile. Macmillan 1973.
- Republiken und Republikanismus im Europa der Frühen Neuzeit. (=Schriften des Historischen Kollegs. Kolloquien, Bd. 11) Oldenbourg, München 1988. ISBN 3-486-54341-5 (Digitalisat).

### Aufsätze (Auswahl)
- The organization of revolutionary parties in France and the Netherlands during the sixteenth century. In: Journal of Modern History, Band 27, 1955, S. 335–351.
- Western Europe and the Power of Spain. In: Richard Bruce Wernham (Hrsg.): Counter Reformation and Price Revolution (1559-1610). (= The New Cambridge Modern History, Bd. 3) Cambridge University Press 1968, S. 234–318.
- Die Krise des 17. Jahrhunderts. In: Zeitschrift für historische Forschung, Band 9, 1982, S. 143–165
- Fürst und Generalstaaten: Maximilian I. in den Niederlanden (1477–1493). In: Historische Zeitschrift, Band 242, 1986, S. 557–579.
- Fürst und Generalstände. Maximilian I. in den Niederlanden (1477–1493) (= Schriften des Historischen Kollegs. Vorträge, Band 12). München 1987 (Digitalisat).
- The empire of Charles V in Europe. In: Geoffrey Rudolph Elton (Hrsg.): The Reformation 1520-1559. (= The New Cambridge Modern History, Bd. 2) Cambridge University Press 1990, S. 339–376.
- „Riksdag“, „Parliament“ und Generalstaaten im 16. und 17. Jahrhundert. In: Zeitschrift für historische Forschung, Band 17, 1990, S. 305–325.
- Zusammengesetzte Staaten, Repräsentativversammlungen und der amerikanische Unabhängigkeitskrieg. In: Zeitschrift für historische Forschung, Band 18, 1991, S. 399–423.
- Parliaments and Estates. In: R. W. Davis: The Origins of modern freedom in the West. Stanford University Press 1995, S. 135–177.
- The powers of deputies in sixteenth century assemblies. In: Album Helen Maud Cam, Universität Löwen, 1961, S. 211–243.